# فندق المدينة شيراتون
فندق المدينة شيراتون أحد فنادق المدينة المنورة يقع هذا الفندق على ضفاف وادي العقيق، على بعد 7كم غربي المسجد النبوي، وقد أنشئ عام 1400 للهجرة وفق تصميم معماري إسلامي، للفندق استراحة خاصة على بعد خطوات من المسجد النبوي معدة لاستقبال نزلاء الفندق في فترة ما بين الصلوات يتم فيها تقديم الوجبات الخفيفة والمشروبات، ويُعد الفندق برنامجاً للزيارات الدينية بالمدينة المنورة وآخر للرحلات الأثرية وخاصة إلى مدائن صالح والعلا. والفندق مجهز بالعديد من صالات الأفراح بالمدينة والتي تتسع الواحدة منها لأكثر من 600 شخص.